# جواو هنريكي دا سيلفا
جواو هنريكي دا سيلفا هو لاعب كرة قدم برازيلي في مركز الهجوم، ولد في 13 يناير 1987 في ساو جوزية دو ريو بريتو في البرازيل. لعب مع نادي فلامورتاري فلوره.

## وصلات خارجية
- جواو هنريكي دا سيلفا على موقع قاعدة بيانات كرة القدم.إي يو (الإنجليزية)
- جواو هنريكي دا سيلفا على موقع Soccerway.com (الإنجليزية)